# Guerra de Independência da Romênia
A Guerra da Independência da Romênia é o nome usado na historiografia romena para se referir à guerra russo-turca de 1877-1878, depois que a Romênia, lutando do lado russo, obteve a independência do Império Otomano.  Em 16 de abril [Calend. antigo 4 de abril]  de 1877, a Romênia e o Império Russo assinaram um tratado em Bucareste, em que as tropas russas foram autorizadas a transitar pelo território romeno, com a condição que a Rússia respeitasse a integridade da Romênia. A mobilização começou, e cerca de 120.000 soldados foram concentrados no sul do país para se defender contra um eventual ataque das forças otomanas no sul do Danúbio. Em 24 de abril [Calend. antigo 12 de abril]  de 1877, a Rússia declarou guerra ao Império Otomano, e suas tropas entraram na Romênia através da recém-construída Ponte Eiffel.

## Antecedentes
Em 21 de maio [Calend. antigo 9 de maio]  de 1877, no parlamento romeno, Mihail Kogălniceanu declarou a independência da Romênia como sendo a vontade do povo romeno. Um dia depois, o ato foi assinado pelo príncipe Carol I. No dia seguinte, o governo romeno cancelou o pagamento de tributo a Turquia (914.000 lei) e o montante foi entregue, em vez disso, ao ministro da Guerra.
Inicialmente, antes de 1877, a Rússia não pretendia cooperar com a Romênia, uma vez que não desejava que a Romênia participasse nos tratados de paz após a guerra, mas os russos encontraram um forte exército turco de 50 mil soldados liderados por Osmã Nuri Paxá no Cerco de Plevna (Pleven), onde as tropas russas lideradas por generais russos sofreram perdas muito pesadas e foram derrotados em várias batalhas. 

## Guerra
Devido às grandes baixas, Nikolai Konstantinovich, Grão-Duque da Rússia, pediu a Carol I para que o exército romeno interviesse e unisse forças com o exército russo. 
O príncipe Carol I aceitou a proposta do duque para se tornar o marechal das tropas russas, além do comando de seu próprio exército romeno, sendo assim capaz de levar as forças armadas conjuntas à conquista de Plevna e a rendição formal, depois de intensos combates, do  general turco Osmã Nuri Paxá. O exército romeno venceu as batalhas de Grivitsa e Rahova, e em 28 de novembro de 1877, a fortaleza de Plevna capitulou, e Osmã Nuri Paxá entregou a cidade, a guarnição e sua espada ao coronel romeno Mihail Cerchez. Após a ocupação de Plevna, o exército romeno retornou ao Danúbio e venceu as batalhas de Vidin e Smârdan.
Em 19 de janeiro de 1878, o Império Otomano solicitou um armistício, que foi aceito pela Rússia e Romênia. A Romênia venceu a guerra, mas a um custo de mais de 10.000 vítimas. Sua independência da Sublime Porta foi finalmente reconhecida pelas Potências Centrais em 13 de julho de 1878.

## Consequências
O tratado de paz entre a Rússia e o Império Otomano foi assinado em San Stefano, em 3 de março de 1878. A Rússia não cumpriu as suas promessas do tratado de 4 de abril de 1877 (assinado pelo cônsul russo Stuart Dimitri e aprovado pelo Czar Alexandre II e pelo primeiro-ministro romeno Mihail Kogălniceanu) de respeitar a integridade territorial da Romênia.
No entanto, o tratado não foi reconhecido pelas Potências Centrais e na Conferência de Paz em Berlim de 1878 decidiu-se que a Rússia daria à Romênia a independência, os territórios de Dobrogea, o Delta do Danúbio e o acesso ao Mar Negro, incluindo o antigo porto de Tômis (Constança), bem como a pequena Ilha das Serpente (Insula şerpilor), mas a Rússia, no entanto, ocupará como uma chamada "compensação" os antigos condados romenos do sul da Bessarábia (Cahul, Bolhrad e Izmail), que pelo Tratado de Paris de 1856 (após a Guerra da Crimeia) foram incluídos na Moldávia. O príncipe Carol foi muito infeliz por esta imposição de ocupação russa aos territórios romenos que violaram gravemente o tratado russo-romeno de 4 de abril de 1877, ele foi finalmente convencido por Otto von Bismarck (em cartas trocadas naquela época) para aceitar este compromisso com Rússia tendo em vista o grande potencial econômico do acesso direto da Romênia para o Mar Negro e seus antigos portos em detrimento da Bulgária. 